# Brandy Talore
Brandy Taylor, född 2 februari 1982 i Toledo i Ohio, är en amerikansk porrskådespelerska. Hon har framträtt under efternamnen Taylor och Talore.
Efter två år som nakenmodell började Taylor medverka i hårdpornografiska filmer år 2004, vid 22 års ålder, även om hon själv påstod att hon bara var 18. År 2007 startade hon sin egen webbplats, Club Brandy.
Brandy Taylor har behåstorlek 36DDD.

## Utmärkelser
- 2006: F.A.M.E:s pris för Favorite Rookie Starlet of the Year (delad förstaplats med Alektra Blue)